# Lignobrycon
Genre
Lignobrycon est un genre de poissons de la famille des incertae sedis et de l'ordre des Characiformes. Actuellement en incertae sedis dans la famille des Bryconidae.

## Liste d'espèces
Selon FishBase (08 juin 2015):
- Lignobrycon myersi (Miranda Ribeiro, 1956)